# 도쿄 정보대학

도쿄 정보대학 (東京情報大学, Tōkyō Jōhō Daigaku)은 일본 지바현 지바시 와카바 구에 위치한 사립 대학이다. 본 대학은 도쿄 농업대학 재단에 의해 1988년 설립되어 정보학부, 간호학부의 단과대학으로 구성되어 있다. 

## 역사
도쿄 농업대학 재단의 전신이었던 도쿠가와 육영회는 1891년 설립되어 1925년 재단 법인 도쿄 농업대학을 설립하였다. 이후 1951년 도쿄 농업대학재단은 이후 학교법인 도쿄 농업대학이 되었으며 1988년 경영정보학부를 필두로 대학이 설립되게 된다. 1996년에는 경영정보학부 정보문화학과가 개설되었으며 1999년 대학원이 설립된다. 2002년 경영학부를 "정보학부"로 개칭하고 이 학부에 환경정보 및 정보시스템학과를 설치한 후 2006년 경영학과를 "정보경영학과"로, 경영대학원을 "정보학 대학원"으로 개칭한다. 2014년 경영학, 미디어문화학, 환경정보학, 정보시스템학부를 정보학부 "정보학부"로 통합한 후 2018년 간호학부를 설치했다.

## 부속기관

### 프런티어 프로젝트
2000년 4월에 문부과학성의 '사립대학 학술연구 고도화 추진사업'에 '아시아의 환경·문화와 정보에 관한 종합연구 프로젝트'가 '학술 프런티어 추진사업'으로 채택되어 5년간 학술공동연구가 진행되었다. 해당 연구기간 동안 NASA의 위성 시스템 MODIS 전용 수신기지가 설치되어 일본 열도나 몽골 부근까지 아시아 지역의 선명한 화상을 수신할 수 있게 되었다. 또한 현재도 계속해서 '동아시아의 육권·수권을 통합한 환경 정보 시스템 연구'를 추진하고 있다.

### 원격간호실천연구센터(Telenursing Research Center)
간호학부 신설과 함께 2017년 설립되었으며 간호학과 정보학의 융합을 위해 차세대 방문 간호 스테이션을 구축하였다.

### 첨단 데이터 과학 연구 센터
2020년 11월 설치되었고, 생명정보, 정보보안, 기계학습, 정보기반연구센터를 설비하였다. 